# Ereca loekenae
Ereca loekenae is een hooiwagen uit de familie Assamiidae.